# (283) Emma
(283) Emma – planetoida z pasa głównego.

## Odkrycie
Planetoida została odkryta przez Auguste Charloisa 8 lutego 1889 w Observatoire de Nice w Nicei. Pochodzenie nazwy planetoidy nie jest znane.

## Orbita
Orbita 283 Emmy nachylona jest do płaszczyzny ekliptyki pod kątem 7,99°. Na jeden obieg wokół Słońca ciało to potrzebuje 5 lat i 113 dni, krążąc w średniej odległości 3,04 j.a. od Słońca. Średnia prędkość orbitalna tej asteroidy to ok. 17,07 km/h.

## Właściwości fizyczne
Emma ma średnicę ok. 148 km. Jej albedo wynosi 0,026, a jasność absolutna to 8,72m. Średnia temperatura na jej powierzchni sięga 163 K.

## Księżyc asteroidy
14 lipca 2003 W.J. Merline odkrył za pomocą teleskopu Keck II obecność małego księżyca Emmy o średnicy 12 km, orbitującego w odległości ok. 596 ± 3 km od tej planetoidy. Według danych IAU średnia odległość od Emmy wynosi 370 km. Obecnie księżyc ten nosi tymczasowe oznaczenie S/2003 (283) 1.